# Ådalen och Högsberga
Ådalen och Högsberga är en av SCB avgränsad och namnsatt småort i Enköpings kommun. Den omfattar bebyggelse i byarna Ådalen och Högsberga i Altuna socken,  Uppland.
Byarna, som ligger strax väster om länsväg 254 består av enfamiljshus samt bondgårdar och genomkorsas av länsväg C 828. Örsundaån genomflyter området.

## Befolkningsutveckling
| Befolkningsutvecklingen i Ådalen och Högsberga 1990–2015 | Befolkningsutvecklingen i Ådalen och Högsberga 1990–2015 | Befolkningsutvecklingen i Ådalen och Högsberga 1990–2015 | Befolkningsutvecklingen i Ådalen och Högsberga 1990–2015 | Befolkningsutvecklingen i Ådalen och Högsberga 1990–2015 |
| -------------------------------------------------------- | -------------------------------------------------------- | -------------------------------------------------------- | -------------------------------------------------------- | -------------------------------------------------------- |
|                                                          |                                                          |                                                          |                                                          |                                                          |
| År                                                       |                                                          |                                                          | Folkmängd                                                | Areal (ha)                                               |
| 1990                                                     | 1990                                                     |                                                          | 69                                                       | 8#                                                       |
| 1995                                                     | 1995                                                     |                                                          | 68                                                       | 9#                                                       |
| 2000                                                     | 2000                                                     |                                                          | 76                                                       | 9#                                                       |
| 2005                                                     | 2005                                                     |                                                          | 75                                                       | 10#                                                      |
| 2010                                                     | 2010                                                     |                                                          | 69                                                       | 10#                                                      |
| 2015                                                     | 2015                                                     |                                                          | 61                                                       | 17#                                                      |
| Anm.: # Som småort.                                      |                                                          |                                                          |                                                          |                                                          |